# Nam Cường, thành phố Lào Cai (cũ)
Nam Cường là một phường cũ thuộc thành phố Lào Cai cũ, tỉnh Lào Cai, Việt Nam.

## Địa lý
Phường Nam Cường có vị trí địa lý:
- Phía đông giáp phường Bắc Lệnh
- Phía tây giáp xã Tả Phời
- Phía nam giáp phường Bắc Lệnh và xã Cam Đường
- Phía bắc giáp phường Bắc Cường.

Phường Nam Cường có diện tích 11,49 km², dân số năm 2019 là 7.234 người, mật độ dân số đạt 630 người/km².

## Hành chính
Phường Nam Cường được chia thành 17 tổ dân phố đánh số từ 1 đến 17.

## Lịch sử
Trước đây, Nam Cường là một xã thuộc huyện Bảo Thắng.
Vùng đất Nam Cường xưa thuộc động Cam Đường cho đến cuối đời nhà Nguyễn.
Thành lập tỉnh dân sự Laokay vào năm 1907, vùng đất Nam Cường gồm các bản Xuân Ba, Lùng Thàng, Cà Mắm của đồng bào Dao; các làng Tùng Tung, Pắc Tà, Vĩ Kim, Châu Úy, Đồng Hồ của đồng bào Giáy và các thôn An Lạc, Tân Lập của đồng bào miền xuôi lên lập nghiệp.
Ngày 16 tháng 1 năm 1979, Hội đồng Chính phủ ban hành Quyết định 15-CP về việc:
- Sáp nhập các thôn Tân Lập, Phú Thịnh, Bắc Tà, An Lac, Vĩ Kim I, Vĩ Kim II, Trâu Ví I, Trâu Ví II, Lò Gạch và Chính Cường của xã Nam Cường, huyện Bảo Thắng vào thị xã Lào Cai để thành lập một xã lấy tên là xã Nam Cường Ngoài
- Sáp nhập xã Cam Đường và các thôn Cốc Xa, Lùng Thành, Xóm Mới, Đồng Hồ, Tùng Tung của xã Nam Cường thuộc huyện Bảo Thắng vào thị xã Cam Đường
- Thành lập một xã lấy tên là xã Nam Cường Trong thuộc thị xã Cam Đường trên cơ sở các thôn Cốc Xa, Lùng Thành, Xóm Mới, Đồng Hồ, Tùng Tung của xã Nam Cường.

Ngày 17 tháng 4 năm 1979, Hội đồng Chính phủ ban hành Quyết định 168-CP. Theo đó, sáp nhập toàn bộ diện tích và dân số của thị xã Cam Đường vào thị xã Lào Cai và sáp nhập xã Nam Cường ngoài và Nam Cường trong cũng được sáp nhập trở lại thành xã Nam Cường.
Ngày 1 tháng 7 năm 1992, Ban Tổ chức cán bộ của Chính phủ ban hành Quyết định thành lập các xã thuộc thị xã Lào Cai, thị xã Cam Đường về việc thành lập xã Bắc Cường thuộc thị xã Lào Cai trên cơ sở điều chỉnh một phần diện tích và dân số của xã Nam Cường và xã Nam Cường gồm 9 thôn thuộc về thị xã Cam Đường.
Ngày 30 tháng 11 năm 2004, Chính phủ ban hành Nghị định số 195/2004/NĐ-CP về việc thành lập thành phố Lào Cai thuộc tỉnh Lào Cai và thành lập phường Nam Cường thuộc thành phố Lào Cai trên cơ sở toàn bộ toàn bộ 1.117 ha diện tích tự nhiên và 4.178 nhân khẩu của xã Nam Cường.
Ngày 16 tháng 6 năm 2025, Ủy ban Thường vụ Quốc hội ban hành Nghị quyết số 1673/NQ-UBTVQH15 về việc sắp xếp các đơn vị hành chính cấp xã của tỉnh Lào Cai năm 2025. Theo đó, sắp xếp toàn bộ diện tích tự nhiên, quy mô dân số của các phường Nam Cường (thành phố Lào Cai), Xuân Tăng, Pom Hán, Bắc Cường, Bắc Lệnh, Bình Minh và xã Cam Đường thành phường mới có tên gọi là phường Cam Đường.